# Норашен (Гегаркунік)
Норашен (вірм. Նորաշեն) — село в марзі Гегаркунік, на сході Вірменії. Село розташоване на березі озера Севан, на трасі Єреван — Севан — Мартуні — Варденіс, за 14 км на південний схід від міста Севан, за 18 км на північний захід від міста Гавар, за 4 км на схід від села Чкаловка, за 4 км на північний захід від села Цовазард. В селі є церква та цвинтар.